# Fouzi Lekjaa
Fouzi Lekjaa (en bereber: ⴼⵓⵣⵉ ⵍⴻⵇⵊⴰⵄ, en árabe: فوزي لقجع‎; nacido el 23 de julio de 1970) es un alto funcionario, ejecutivo deportivo y político marroquí, presidente de la Real Federación Marroquí de Fútbol desde 2014 y miembro del Consejo de la FIFA desde 2021. El 7 de octubre de 2021 fue nombrado Ministro Delegado de Presupuesto. También ocupa el cargo de Presidente de la Comisión de Finanzas de la CAF y Vicepresidente de la Comisión encargada de la organización de competiciones interclubes y de la gestión del sistema de licencias de clubes dentro de la CAF.
Desde su nombramiento en 2017, supervisa la gestión del Complejo de Fútbol Mohammed VI, inaugurado en 2019 en presencia del Rey Mohamed VI. En 2023, fue designado para presidir el Comité encargado de la candidatura conjunta de Marruecos, España y Portugal para la organización del Mundial de 2030.
Fouzi Lekjaa se desempeña en la administración de Aziz Akhannouch como Ministro Delegado a cargo del Presupuesto desde 2021. Desde su nombramiento, se encargó de asignar los 10.000 millones de dírhams previstos para financiar el programa especial destinado a paliar las consecuencias del retraso de las lluvias, de conformidad con las Altas Directivas Reales.

## Primeros años
Fouzi Lekjaa nació en Berkane el 23 de julio de 1970, en una familia de clase media. Pasó su infancia en esta ciudad donde obtuvo el bachillerato antes de iniciar estudios superiores en Rabat. Su padre es un ex profesor de árabe que comenzó su carrera en Berkane.
Especializado en deportes y licenciado en ingeniería agrícola por la Escuela Nacional de Administración, Lekjaa comenzó su carrera como inspector financiero. En 2000 fue nombrado jefe de la división del sector agrícola y de compensaciones del departamento de presupuesto del Ministerio de Finanzas. Ese mismo año, asumió un papel en el cuerpo técnico del equipo RS Berkane, club amateur que jugaba en la tercera división marroquí. Participó en los proyectos de infraestructura del club, construyendo gradualmente la gobernanza, la organización y la profesionalización del club con la ayuda de sus recursos financieros.
Sus obras permitieron la construcción de varios céspedes en la región de Berkane así como el desarrollo de varios clubes amateurs. Lekjaa ganó notoriedad en 2009 cuando se convirtió en el presidente del club de su ciudad natal, el Renaissance de Berkane. Estableció un centro de formación con sede en la misma ciudad para jóvenes talentos que de la ciudad, así como en otros lugares de Marruecos.

## Carrera administrativa

### Entrada en la dirección del RS Berkane
En 2009, Lekjaa fue nombrado presidente del Berkane Sports Renaissance Club.
Una vez lograda la estabilidad financiera dentro del club, aparecieron varios patrocinadores. En dos temporadas consiguió llevar a su club a la Botola Pro, de la que estaba ausente desde 1984. El RS Berkane logró en poco tiempo un enorme margen de progreso financiero y deportivo.

### Presidencia del FRMF
Lekjaa es presidente de la Real Federación Marroquí de Fútbol (FRMF) desde el 13 de abril de 2014, cuando sucedió a Ali Fassi Fihri. Bajo su liderazgo, estableció rápidamente una estructura dentro de la federación desarrollando 16 clubes en la D1 marroquí y 16 clubes en la D2. La categoría amateur cuenta con un centenar de clubes organizados en ligas regionales. A nivel de cada liga hay una media de 120 clubes. Logró modernizar y profesionalizar los desarrollos de infraestructura en todo el país.
En cinco años, consiguió junto al rey poner en marcha la construcción del complejo Mohammed VI en Salé. El complejo se extiende sobre 30 hectáreas y alberga una capacidad para 480 jóvenes futbolistas. Cuenta con nueve salas de formación, una sala cubierta y un dispensario médico que cubre 400 metros cuadrados. Este proyecto costó $65.000.000. Fue inaugurado en el año 2019.
El 25 de junio de 2022, fue reelegido presidente de la Real Federación Marroquí de Fútbol (FRMF), durante la asamblea general electiva de la Federación, celebrada el viernes en el complejo Mohammed VI. Lekjaa presentó su candidatura para el cargo el 4 de junio, y fue el único candidato que se presentó para su tercer mandato en el mismo puesto.
El 1 de octubre de 2022, Marruecos anunció su voluntad de albergar la Copa Africana de Naciones de 2025, después de retirarse la candidatura de Guinea. El 27 de septiembre de 2023, la CAF anunció que Marruecos sería el anfitrión de la 35.ª edición de la Copa Africana de Naciones TotalEnergies CAF 2025.

#### Miembro del Consejo de la CAF
En julio de 2017, fue nombrado segundo vicepresidente de la Confederación Africana de Fútbol (CAF). El 2 de abril de 2021, Lekjaa fue reelegido presidente del Comité de Finanzas de la CAF.
El 13 de marzo de 2023, los medios estatales de Argelia acusaron a Lekjaa de “corrupción” y “manipulación”, lo que dio lugar a una campaña en las redes sociales para exigir la salida de Lekjaa del Comité de la CAF.

#### Miembro del Consejo de la FIFA
En marzo de 2021, fue elegido miembro del Consejo de la FIFA. 

#### Miembro de la Unión de Asociaciones Árabes de Fútbol
El 17 de junio de 2021, Lekjaa fue elegido miembro del Consejo Ejecutivo de la Unión de Asociaciones Árabes de Fútbol.

#### Copa Mundial de la FIFA 2022
El 28 de diciembre de 2022, Lekjaa inició una investigación sobre la venta potencialmente ilegal de entradas para la Copa Mundial de la FIFA 2022 y problemas de venta de entradas en el partido de octavos de final Marruecos vs España. El 8 de mayo de 2023, dos personas sospechosas de estar detrás del escándalo fueron llevadas a interrogatorio en la fiscalía del Tribunal de Primera Instancia de Casablanca, uno era Mohammed El Haidaoui, gerente de un club, y el otro era Adil El Omari, un presentador de radio. Ambos  fueron acusados de fraude.

#### Copa Mundial de la FIFA 2030
El 16 de junio de 2023, el Rey Mohammed VI designó a Lekjaa como presidente del Comité de Candidatura de Marruecos. El 4 de octubre de 2023, el Comité Ejecutivo de la FIFA aceptó por unanimidad la candidatura de Marruecos, España y Portugal para albergar la Copa Mundial de la FIFA 2030. Al día siguiente, el rey Mohammed VI nombró a Lekjaa presidente del Comité de la Copa Mundial de 2030.